# Lángos
Lángos is een Hongaarse snack met een basis van deeg waaraan aardappel toegevoegd kan worden. Het deeg wordt opgerekt in een oneven platte vorm waarna deze kort gefrituurd en doorgaans belegd wordt.

## Het bakken van lángos
Lángos behoort tot de traditionele Hongaarse keuken. Het is een soort gebakken platte koek gemaakt uit gistdeeg. De gist moet met een snufje suiker en met lauwe melk worden gemengd. Daarna wordt de bloem met zout, lauw water en olie dooreengekneed. Sommige mensen zeggen dat lángos tijdens de Turkse bezetting van Hongarije naar de keukens kwam. Volgens andere meningen is lángos van Antiek- Rome afkomstig. Lángos is ook makkelijk om thuis te bereiden, maar wordt vooral op markten en in staande buffetten verkocht.
Dit lekkere eten kan met verschillende smaken worden gekocht. De populairste toppings zijn als volgende: knoflooksaus, kaas, zure room (tejföl), worst en schapenkwark.

## Geschiedenis
Het ontstaan van lángos is in verband met het ontstaan van brood omdat lángos ook uit brooddeeg is gemaakt. De naam stamt van het woord láng af (láng betekent 'vlam' in het Hongaars). Lángos werd in het voorste deel van de oven gebakken. Een stukje werd uit het geknede geheel weggehaald en met handen tot een glad geheel gemaakt en vervolgens gebakken. Lángos werd bijna elke week gebakken (zoals het brood) en werd vaak als ontbijt met zure room, jam of poedersuiker gegeten. De traditie waarbij vrouwen het brood thuis bakten is verdwenen omdat er bij een bakker goed brood kon worden gekocht. Lángos is in olie of vet gebakken. 
Een andere soort lángos wordt met aardappel gebakken.
In Hongarije is lángos een populair eten en wordt het in buffetten op de straat verkocht. In de buurlanden van Hongarije (Oostenrijk, Slowakije), alsook in Tsjechië, is lángos ook beschikbaar.

## Bereidingswijze
De gist wordt met lauwe melk en met een snufje suiker verwarmd. De bloem en 't zuurdeeg wordt met olie en lauwe, zoute melk gemengd en daarvan moet een zacht deeg worden gekneden. Daarop wordt een beetje bloem gestrooid en met een deken erop laten ze het voor een uurtje staan. Als de maat van het deeg twee keer groter is geworden, wordt het met handen gekneden en in hete olie gebakken. Eerst de ene kant, daarna de andere kant.
De klare lángos-stukken worden uit de olie gehaald en vervolgens laat je het even uitdruppelen. 
Daarna is het klaar en kan het met verschillende soorten toppings worden gegeten (kaas, zure room, knoflooksaus).

## Variaties
Nadat de lángos gefrituurd is kan deze belegd worden met diverse ingrediënten. Een populaire variatie is het insmeren van de lángos met een olie op knoflookbasis (fokhagyma), geraspte kaas (sajt) en tejföl (Hongaarse crème fraîche) maar het beleggen van de lángos met "gewone" vleeswaren, zoals bacon, ham (sonka) of worst (kolbász), en rode ui (lilahagyma) komt ook veel voor. Tevens zijn er ook gevulde versies beschikbaar, met een scala aan verschillende vullingen. De geur die bij het bakken vrijkomt lijkt sterk op oliebollen. In Hongarije werd de lángos lange tijd uitsluitend hartig gegeten,  maar tegenwoordigkun je ze hier en daar ook zoet belegd, of gevuld, krijgen, met bv chocolade-/hazelnootpasta of poedersuiker.